# Lechmere (MBTA-Station)

Lechmere ist der Name einer Straßenbahnhaltestelle der Massachusetts Bay Transportation Authority (MBTA) in Cambridge im Bundesstaat Massachusetts der Vereinigten Staaten. Sie ist nördlicher Endbahnhof des Zweigs „E“ der Green Line und verfügt über ein kleines Bahnbetriebswerk. Die MBTA plant einen Ausbau nach Somerville und Medford, um einen direkten Anschluss an die Pendlerzüge Fitchburg Line und Lowell Line herzustellen. Die Verlängerung der Strecke beinhaltet auch eine Verlegung der heutigen Station Lechmere auf die gegenüberliegende Seite der Massachusetts Route 28, deren Eröffnung für 2017 vorgesehen ist.

## Geschichte
Bereits am 1. Juni 1912 wurde der zur Station führende Lechmere-Viadukt zur Nutzung freigegeben. Zu diesem Zeitpunkt befand sich an der Position der heutigen Station noch kein Haltepunkt, sondern die Gleise führten weiter zu Straßenbahnstrecken auf der Cambridge Street und Bridge Street. An der Oberfläche ergaben sich aufgrund der mangelnden Kreuzungsfreiheit häufig Verzögerungen im Betriebsablauf, die sich bis in die im Tremont Street Subway unterirdisch verlaufenden Bereiche fortsetzten, so dass schließlich am 10. Juli 1922 die Station Lechmere eröffnet und nach dem benachbarten, gleichnamigen Kaufhaus benannt wurde. Dieses wurde jedoch vor einiger Zeit durch die CambridgeSide Galleria ersetzt und ist heute daher nicht mehr existent. 2010 erfolgte eine umfassende Renovierung.
Am 11. Februar 1983 wurde zur Mittagszeit und zu den Hauptverkehrszeiten Shuttlebusse von der Station Government Center aus bis nach Lechmere eingesetzt, da die Green Line E aufgrund eines Schneesturms nicht mehr fahrbereit war. Dieser Service wurde – anders als geplant – auch nach der Wiederinbetriebnahme der Straßenbahn aufrechterhalten und erst nach 14 Jahren am 21. Juni 1997 endgültig eingestellt. Zwischenzeitlich wurde vom 28. Dezember 1985 bis zum 25. Juli 1986 ein weiterer Shuttlebus zwischen Lechmere und Kenmore eingesetzt.

## Bahnanlagen

### Gleis-, Signal- und Sicherungsanlagen
Der Bahnhof verfügt über nur ein Gleis, das als Wendeschleife ausgelegt und über zwei Seitenbahnsteige zugänglich ist. Diese sind lediglich über einen Tunnel außerhalb der Station miteinander verbunden, so dass ein Wechsel der Fahrtrichtung nur mit dem erneuten Erwerb eines Fahrscheins möglich ist.

### Gebäude
Die Haltestelle befindet sich an der Kreuzung der Straßen Cambridge Street und Massachusetts Route 28 und ist vollständig barrierefrei zugänglich – jedoch sind nicht alle Wagen der Green Line mit Niederflurtechnik ausgestattet, so dass ggf. auf eine passende Straßenbahn gewartet werden muss.

## Umfeld
An der Station besteht eine Anbindung an vier Buslinien der MBTA sowie an den EZRide in Richtung Boston North Station. Zusätzlich stehen 347 kostenpflichtige Park-and-ride-Parkplätze zur Verfügung.